# Гран-при Бруно Бегелли
Гран-при Бруно Бегелли (итал. Gran Premio Bruno Beghelli) — шоссейная однодневная велогонка, проводящаяся по дорогах итальянской провинции Болонья в окрестностях города Монтевельо. Проходит в начале октября на следующий день после Джиро дель Эмилия. Входит в календарь Европейского тура UCI и Велошоссейного кубка Италии.

## История
Впервые гонка была проведена в 1996 году как Чемпионат Италии по шоссейному велоспорту в групповой гонке, победу на котором одержал Марио Чиполлини. Со следующего года она заменила велогонку Милан — Виньола, проведение которой было прекращено.
С 2005 года соревнование входит в календарь Европейского тура UCI . Сначала гонка имела категорию 1.1, но в 2014 году её повысили до 1.HC.
Гонка организована Gruppo Sportivo Emilia в память о Бруно Бегелли — отце Джан Пьетро Бегелли, который основал компанию Gruppo Beghelli.
Старт и финиш однодневки расположены в Монтевельо (муниципалитет Вальсамоджа), где находятся фабрики Бегелли. Место старта меняется только в исключительных случаях. Дистанция включает финишный 12,3-километровой круг с подъёмом Запполино (310 м), преодолеваемый гонщиками десять раз.

## Призёры
| Год  | Победитель           | Второй              | Третий               |
| ---- | -------------------- | ------------------- | -------------------- |
| 1996 | Марио Чиполлини      | Марио Траверсони    | Эндрио Леони         |
| 1997 | Стефано Занини       | Гленн Магнуссон     | Лука Маззанти        |
| 1998 | Стефано Занини       | Лука Маззанти       | Паоло Беттини        |
| 1999 | Майкл Богерд         | Александр Винокуров | Дарио Фриго          |
| 2000 | Марко Серпеллини     | Роман Вайнштейн     | Ченн Макрей          |
| 2001 | Андрей Чмиль         | Яан Кирсипуу        | Паоло Валоти         |
| 2002 | Джанлука Бортолами   | Даниэль Нарделло    | Никки Сёренсен       |
| 2003 | Лука Паолини         | Мартин Эльмигер     | Лука Маззанти        |
| 2004 | Данило Хондо         | Фабио Бальдато      | Карстен Крон         |
| 2005 | Мурилу Фишер         | Паоло Беттини       | Париде Грилло        |
| 2006 | Серджио Маринанджели | Руджеро Марцоли     | Риккардо Рикко       |
| 2007 | Дамиано Кунего       | Фабиан Вегман       | Алессандро Бертолини |
| 2008 | Алессандро Петакки   | Михаил Халилов      | Джузеппе Палумбо     |
| 2009 | Франсиско Вентосо    | Джованни Висконти   | Энрико Росси         |
| 2010 | Дарио Катальдо       | Якоб Фульсанг       | Даниэле Пьетрополли  |
| 2011 | Филиппо Поццато      | Мануэль Беллетти    | Джованни Висконти    |
| 2012 | Никки Сёренсен       | Фабио Феллине       | Маттео Работтини     |
| 2013 | Леонардо Дуке        | Мануэле Мори        | Элиа Фавилли         |
| 2014 | Валерио Конти        | Кристиян Корен      | Ильнур Закарин       |
| 2015 | Сонни Кольбрелли     | Мануэль Беллетти    | Роберто Феррари      |
| 2016 | Никола Руффони       | Филиппо Поццато     | Йенс Кёйкелейре      |
| 2017 | Луис Леон Санчес     | Сонни Кольбрелли    | Элиа Вивиани         |
| 2018 | Бауке Моллема        | Карлос Барберо      | Мануэль Беллетти     |
| 2019 | Сонни Кольбрелли     | Алехандро Вальверде | Джек Хэйг            |

## Рекорд побед

### По странам
| Побед | Страна                                           |
| ----- | ------------------------------------------------ |
| 14    | Италия                                           |
| 2     | Нидерланды · Испания                             |
| 1     | Бельгия · Бразилия · Колумбия · Германия · Дания |